# Dexamethason-Suppressionstest
Der Dexamethason-Suppressionstest (DST oder Dexamethason-Hemmtest) wird in Human- und Tiermedizin zum Ausschluss und zur Ursachendifferenzierung des Cushing-Syndroms eingesetzt.

## Der Test
Es handelt sich um einen Provokationstest. Beim gesunden Organismus besteht ein Regelkreis zwischen der Adenohypophyse (dies ist ein Teil der Hirnanhangdrüse), der Nebennierenrinde und dem Cortisolblutgehalt. Sinkt Letzterer ab, produziert die Hirnanhangdrüse mehr Adrenocorticotropin (ACTH), welches die Nebennierenrinde zu erhöhter Cortisolproduktion anregt. Bei erhöhtem Cortisol im Blut drosselt die Hirnanhangdrüse die Produktion des Steuerungshormons.
Beim DST wird eine kleine Menge Dexamethason (synthetisch hergestelltes Cortisol-Derivat) oral oder intravenös gegeben. Dies bewirkt eine Hemmung der Cortisol-Produktion und führt bei längerer Applikation zu einer Unterdrückung der ACTH-Ausschüttung. Beim gesunden Organismus ist ein signifikanter Abfall (Suppression) des Cortisolblutwertes nachzuweisen, im Falle eines Cushing-Syndroms aber nicht.
Da der Cortisolspiegel starken tageszeitlichen (Circadiane Rhythmik) und stressbedingten Schwankungen unterliegt, sind abhängig vom eingesetzten Test mehrere Blutentnahmen erforderlich.

## Ausführungen

### Beim Menschen

#### Dexamethason-Kurztest
Der Kurztest dient hauptsächlich dem Ausschluss eines Cushing-Syndroms. Dieses ist bei regelrechtem Abfall der Cortisol-Werte äußerst unwahrscheinlich.
Es gibt eine low-dose und eine high-dose Variante. Erstere wird mit einer einmaligen Gabe von 1–2 mg Dexamethason oral, letztere mit bis zu 8 mg Dexamethason, durchgeführt. Die Applikation erfolgt jeweils am Abend zwischen 22 und 23 Uhr.
Normalerweise muss der Blutwert des Cortisols an zwei aufeinander folgenden Tagen vor und nach der Dexamethason-Gabe bestimmt werden. Es ist wichtig, dass diese Messung zur gleichen Tageszeit, in der Regel zwischen 8 und 9 Uhr früh, geschieht.
Gelegentlich wird auch ein Kurztest mit einmaliger Messung verwendet. Dies ist weniger aussagefähig, aber im ambulanten Rahmen besser zu verwirklichen.

#### Dexamethason-Langtest
Der Langtest dient zur Differenzierung der Ursache des Cushing-Syndroms. Ein deutlich verzögerter Abfall des Cortisols würde auf eine Störung der hypophysär-hypothalamischen Achse hindeuten. Bei fehlendem Abfall der Plasmawerte müsste man eine autonome Cortisol-Produktion oder ACTH-Produktion in einem Tumor vermuten.
Der Langtest geht über 3–4 Tage und wird mit insgesamt 8–12 mg Dexamethason durchgeführt. Sowohl die täglichen Messungen der Cortisol-Plasmaspiegel, als auch die Applikation des Medikaments sollten immer zu den gleichen Zeiten erfolgen: In der Regel früh die Messung und abends die Applikation.
Sollte bereits nach dem ersten Tag eine deutliche Senkung des Cortisol-Plasmaspiegels messbar sein, sollte der Test abgebrochen werden, da ein Cushing-Syndrom unwahrscheinlich wäre.

### Beim Tier
Es gibt den DST als High-Dose- und Low-Dose-Ausführung, als Long- oder Short-Protocol. Mit dem High-Dose-Test kann beim Hund (Canines Cushing-Syndrom) eine Differenzierung nach primärem oder sekundärem Cushing-Syndrom versucht werden. Beim primären Cushing-Syndrom wird eine tumoröse Veränderung an der Nebennierenrinde vermutet, beim sekundären Cushing-Syndrom ist der Teil der Hirnanhangdrüse tumorös verändert, der die Nebennierenrinde steuert. In beiden Fällen kommt es zu einer insgesamt erhöhten Produktion des Hormons Cortisol, verbunden mit weitreichenden Wirkungen z. B. auf Metabolismus und Immunsystem. Beim Pferd (Equines Cushing-Syndrom – ECS) und der Katze (Felines Cushing-Syndrom) ist ausschließlich der Low-Dose-Test angezeigt, da eine tumoröse Veränderung der Nebennierenrinde (Primäres Cushingsyndrom) extrem unwahrscheinlich ist.
Beim Long-Protocol wird zur genaueren Beurteilung eine dritte Blutprobe gezogen und der Cortisol-Blutwert bestimmt.

## Probleme und Alternativen

### Beim Menschen
Eine Abklärung der Ursache für ein Cushing-Syndrom ist schwierig und durch den DST nicht ausreichend zu beantworten. Ein positiver DST beweist noch kein Cushing-Syndrom.
Als zusätzliche Diagnostik können
- CRH-Test
- Insulin-Hypoglykämietest und
- 24-Stunden-Cortisolbestimmung im Urin

durchgeführt werden. Außerdem können bildgebende Verfahren (Röntgen, CT, MRT, Szintigraphie) bei einer möglichen Tumorsuche eingesetzt werden.

### Beim Tier
Der DST ist nur zu etwa 80 % negativ-korrekt. Beim negativen Befund besteht also ein Restrisiko von 20 %, dass das Tier trotzdem ein Cushing-Syndrom hat.
Besteht bei einem Pferd mit Verdacht auf ECS eine Hufrehe, ist der Einsatz von Dexamethason umstritten. Allerdings ist die beim DST eingesetzte Menge Dexamethason (etwa ein Fünfundzwanzigstel der kleinsten therapeutischen Menge) eher zu gering, um eine Hufrehe auslösen zu können.
Der DST ist technisch einfacher zu handhaben und preiswerter als seine Alternative, die Bestimmung des endogenen ACTH-Spiegels. Allerdings müssen beim DST zwei Blutabnahmen in zeitlichem Abstand in einem recht engen Zeitfenster erfolgen, während die ACTH-Bestimmung nur eine einmalige Blutabnahme erfordert.